# Melissa Majoni
Melissa Majoni, ameriška violinistka, *Middletown, Connecticut, ZDA.
Violino je študirala pri profesorjih Samanthi George in Teodoru Armu na connecticutski univerzi. V ZDA je igrala v orkestru Eastern Connecticut Symphony in kot koncertni mojster vodila orkester Bristol Symphony ter sodelovala v orkestru operne hiše Goodspeed Opera House v East Haddamu (CT). 
Z različnimi komornimi ansambli je nastopila na festivalih komorne glasbe Kneisel Hall Chamber Music Festival (Maine, ZDA), Hot Springs Music Festival (Arkansas, ZDA), Teatro lirico sperimentale (Spoleto), Festival Musica '900 (Trento), in na glasbenem festivalu v Todiju. 
V Italiji je sodelovala z orkestrom operne hiše La Fenice, s simfoničnim orkestrom v Vidmu, orkestrom Roma Sinfonietta in več komornimi ansambli. Je namestnica vodje 2. violin v Simfoničnem orkestru RTV Slovenija. 